# Gerro
|  | No s'ha de confondre amb gerra. |

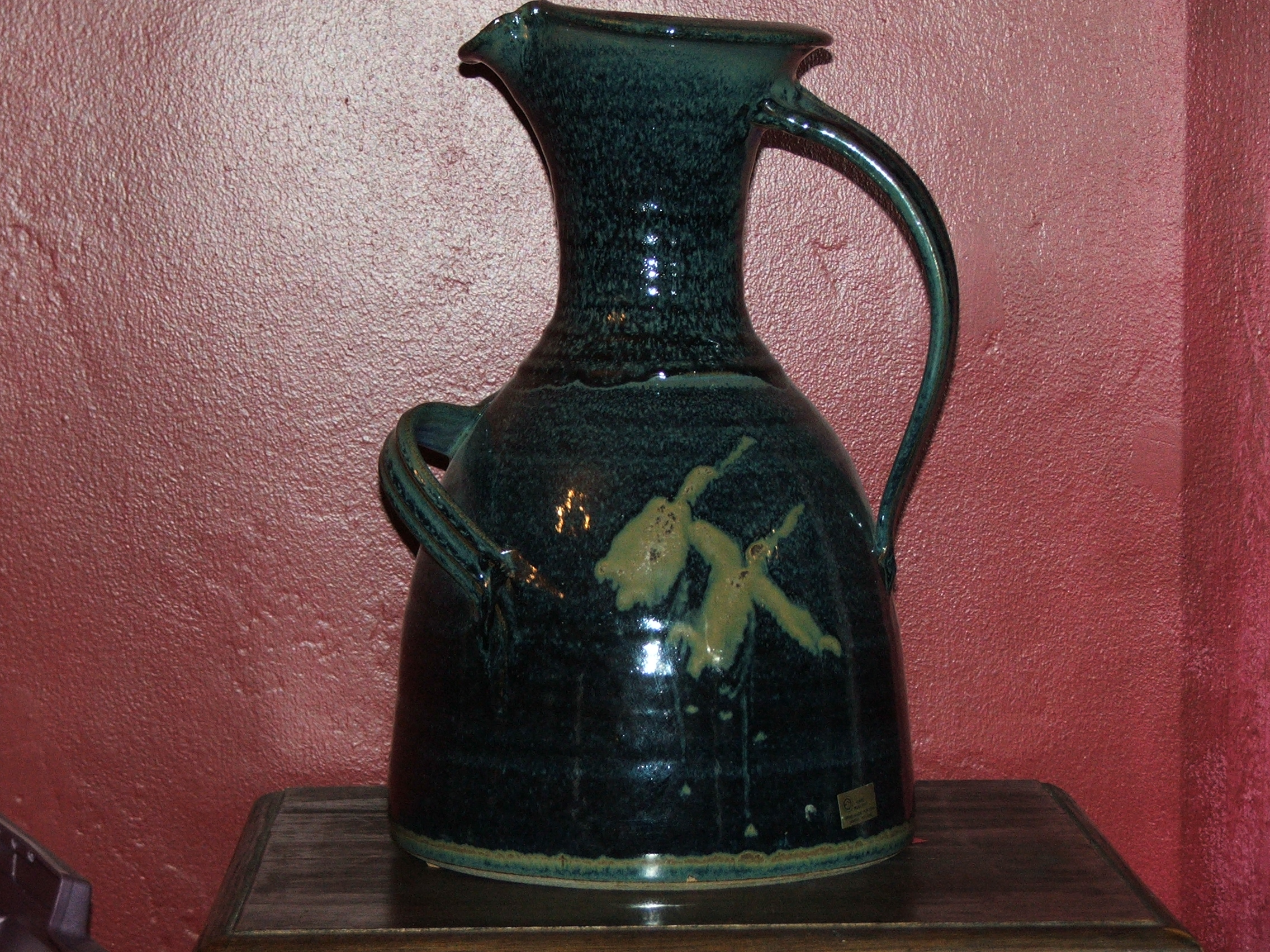
Gerro irlandès de ceràmica.

Un gerro, pitxer, pitxell, la setra (al País Valencià i tortosí), sitra (Rosselló, Empordà, Garrotxa) o el cadaf (a les Balears) és un envàs de forma elegant muntat sobre un peu que pot o no contenir una nansa. En el seu origen, el gerro es diferenciava de la gerra en el fet que, mentre el primer tenia una nansa, la segona en portava dues. El gerro s'emprava per servir l'aigua a taula. Benvenuto Cellini va dibuixar i cisellar gerros que són veritables obres mestres, entre els quals és cèlebre el que representa el combat entre Centaures i Làpites. Els gerros de premi, que són de forma molt esvelta, tenen per complement un plat en el fons del qual hi ha un disc de lleuger relleu que serveix de complement al gerro. Avui s'empra més la forma de copa i, naturalment, ha cedit el nom a aquests trofeus. En totes les èpoques s'han fabricat i en l'actualitat es fabriquen gerros d'or o de plata, alguns ornamentats amb pedreria. El gerro és el vas decoratiu per excel·lència i es presta admirablement a totes les riqueses de dibuix i de materials.